# Tomasz Zaliwski

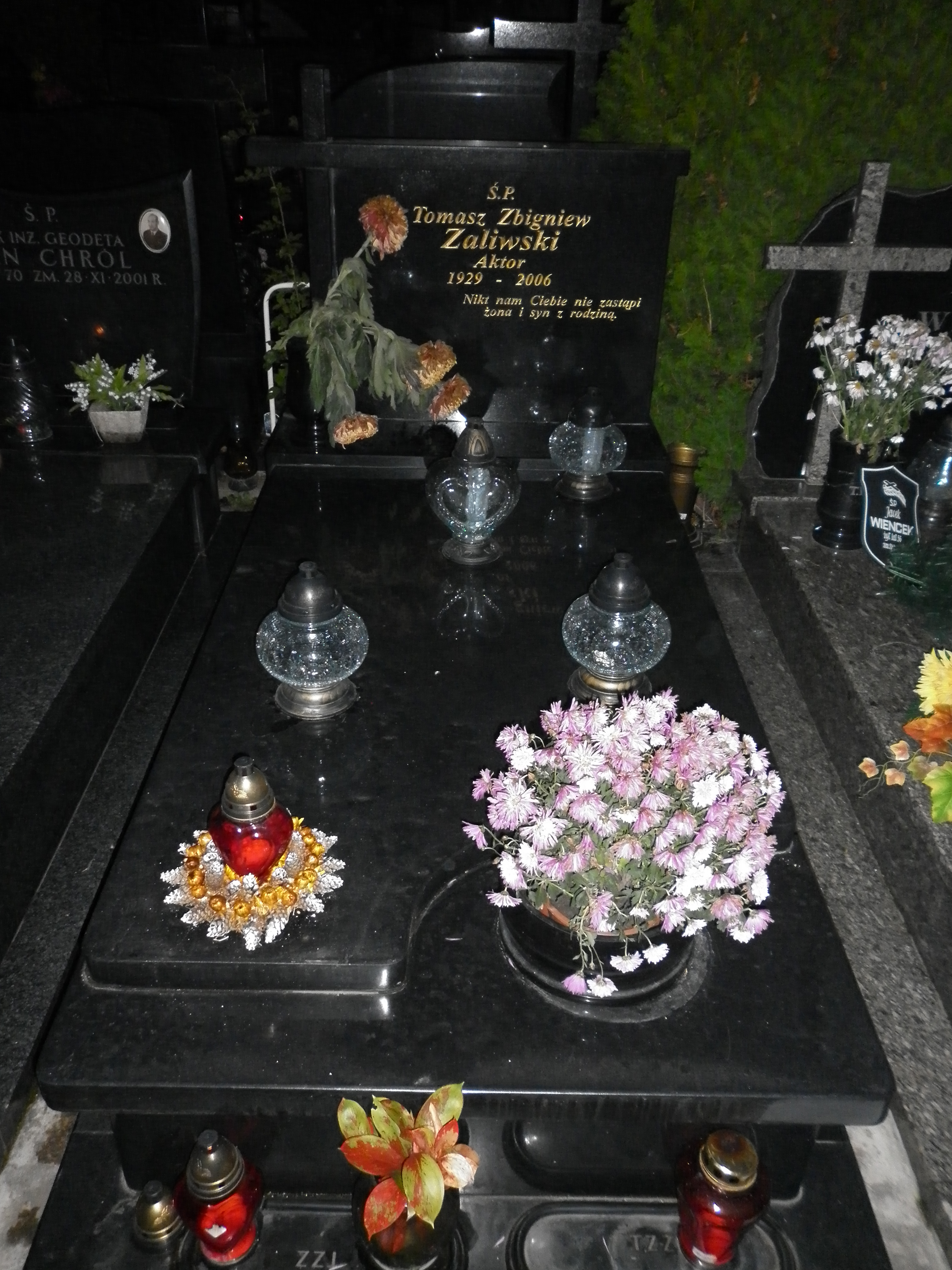
Mormântul lui Tomasz Zaliwski în cimitirul Pyry din Varșovia.

Tomasz Zbigniew Zaliwski (n. 15 decembrie 1929, Rudzieniec⁠(d), Parczew County⁠(d), Lublin, Polonia – d. 13 iulie 2006, Varșovia, Polonia) a fost un actor polonez de teatru, film și radio. A dublat vocile mai multor actori din filmele străine difuzate în Polonia.

## Biografie
S-a născut la 15 decembrie 1929 în satul Rudzieniec din voievodatul Lublin, ca fiu al Annei și al lui Edmund Zaliwski. A avut o soră pe nume Maria și un frate pe nume Piotr. Când Tomasz avea șase ani, cei trei copiii au devenit orfani și a fost crescuți de mătușa lor. Și-a întrerupt studiile la Facultatea de Matematică a Universității din Poznań pentru a se înscrie la cursurile Facultății de Actorie ale Școlii Naționale Superioare de Teatru din Varșovia, pe care le-a absolvit în 1955.
A debutat ca actor la 30 decembrie 1954 în rolul Willi din piesa Niemcy de Leon Kruczkowski, pusă în scenă de Jerzy Rakowiecki la Teatrul „Noua Varșovia” din Varșovia. Întreaga sa carieră artistică (din 1955 până la pensionarea sa în 1996) și-a desfășurat-o în cadrul Teatrului Poporului din Varșovia, care a purtat începând din 1974 denumirea de Teatrul Nou. A interpretat roluri în numeroase spectacole reprezentate în cadrul Teatrului Radiofonic (din 1956) și al Teatrului de Televiziune (din 1964). Tomasz Zaliwski a obținut mai multe premii, printre care premiul pentru interpretare masculină de la Festivalul „Dwa Teatry” din Sopot (2001) pentru rolul Boryna din spectacolul teatral radiofonic Chłopi na BIS (Polskie Radio Bis) pus în scenă de Teatrul Radiofonic Polonez.
A apărut în peste 100 de filme și seriale de televiziune, jucând la început roluri secundare. Rolurile sale cele mai cunoscute sunt cele din filmele Wśród nocnej ciszy (1978) al lui Tadeusz Chmielewski și Pełnia (1979) al lui Andrzej Kondratiuk. Potrivit propriilor mărturisiri, a acceptat să joace roluri realiste și a refuzat să apară în filme experimentale.
A fost căsătorit (din 14 decembrie 1963 până la moartea sa) cu actrița Teresa Lipowska, cu care a avut un fiu pe nume Marcin (născut în 1973). Soția sa, cu care a trăit 43 de ani, l-a descris ca fiind un bărbat altruist, interesat de problemele altor persoane și dispus să-i ajute pe ceilalți.
Tomasz Zaliwski a murit pe 13 iulie 2006 la Varșovia și a fost înmormântat în cimitirul Pyry de pe ul. Farbiarska din Varșovia.

## Filmografie
- 1953: Trzy opowieści − Jędrek
- 1955: Zaczarowany rower − ciclist român
- 1957: Eroica − adjutantul generalului maghiar
- 1958: Dwoje z wielkiej rzeki − Marian
- 1958: Zamach − Olek
- 1960: Ostrożnie Yeti − mirele
- 1961: Dwaj panowie N − Staszek, agentul de informații al WSW
- 1961: Samson − prizonier
- 1964: Pierwszy dzień wolności − ofițerul din Oflag
- 1964: Rękopis znaleziony w Saragossie − Mona, fratele lui Zoto
- 1965: Podziemny front − radiotelegrafist la statul major al Armia Ludowa (ep. 6)
- 1965: Cenușa − însoțitor al prințului Józef Poniatowski
- 1965: Zawsze w niedziele − săritorul cu prăjina Jan Grochowiak
- 1967: Stawka większa niż życie − maior, ofițer al Armatei a II-a Poloneze (ep. 17)
- 1968: Păpușa − aristocrat
- 1969–1970: Patru tanchiști și un câine − elevul ofițer Daniel Łażewski „Magneto”, comandantul plutonului motorizat de recunoaștere (ep. 16-18)
- 1969: Sąsiedzi − Malina
- 1969: Zbrodniarz, który ukradł zbrodnię − căpitanul de miliție (MO) Studniarz
- 1969: Znaki na drodze − șoferul Michalak
- 1970: Cum am declanșat Al Doilea Război Mondial − ofițer iugoslav
- 1970: Flacăra olimpică − Wacek, un spion german printre schiori
- 1970: Przygody psa Cywila − milițian pe motocicletă (ep. 5)
- 1971: Niebieskie jak Morze Czarne − comandantul taberei
- 1971: Przez dziewięć mostów − vecinul
- 1971: Trochę nadziei − pensionar al sanatoriului
- 1972: Agentul nr. 1 — dublaj de voce
- 1972: Dama pikowa − jucător de la clubul ofițerilor
- 1972: Odejścia, powroty − membru al detașamentului rus (ep. 2)
- 1972: Opętanie − pilotul Stefan
- 1972: Poślizg − șoferul de autobuz
- 1972: Teraz i w każdą godzinę − dispecerul Andrzej
- 1973: Franzeluța − Szulc, tatăl lui Karol, vecinul lui Marczak
- 1973: Droga − șoferul autobuzului friguros (ep. 2)
- 1975: Dyrektorzy − bărbat care-l urmează pe Wanad (ep. 3)
- 1975: Opadły liście z drzew − călăuza partizanilor
- 1975: Partita na instrument drewniany − fierar
- 1975: Trzecia granica − Brzega (ep. 4)
- 1976: Daleko od szosy − șeful lui Leszkek (ep. 2)
- 1976: Dźwig − muncitorul Frączak
- 1976–1977: Polskie drogi − Grzędziela, muncitor feroviar și conspirator comunist (ep. 3, 6 și 7)
- 1976: Szaleństwo Majki Skowron − membru al administrației fabricii (ep. 9)
- 1976: Wakacje − Podsiadło (ep. 3 și 4)
- 1977: Pasja − bărbat într-un salon din Cracovia
- 1977: Sam na sam − psihiatru
- 1977: Soldații victoriei − ofițer al Armatei 1 Poloneze
- 1977: Cazul Gorgonova − polițist
- 1977: Śmierć prezydenta − Maciej Rataj
- 1978: Ślad na ziemi − Kurdybas (ep. 1 și 2)
- 1978: Wśród nocnej ciszy − comisarul Teofil Herman
- 1979: Operacja Himmler − general, șeful Marelui Stat Major al Armatei Poloneze
- 1979: Pełnia − Wojtek
- 1979: Przyjaciele (ep. 2)
- 1979: Ród Gąsieniców − Bachleda (ep. 6)
- 1980: Droga − țăran
- 1980: Dzień Wisły − locotenent al Armatei Poloneze
- 1980: Krach operacji terror − Wincenty
- 1980: Party przy świecach − Józef Gańko
- 1980: Polonia Restituta − Maciej Rataj
- 1980: Urodziny młodego warszawiaka − Walczak
- 1980: Zamach stanu − Maciej Rataj
- 1981: Dacă ai o inimă care bate − fierarul Karol Precela
- 1981: Bołdyn − colonelul Krupicki
- 1981: Kto Ty jesteś − Meler
- 1981: Najdłuższa wojna nowoczesnej Europy − negustorul Stanisław Powelski (ep. 3, 4)
- 1981: Przypadki Piotra S.
- 1981: Uczennica − tatăl Annei
- 1982–1986: Blisko, coraz bliżej − plut. Tomasz Pasternik, fiul Różei și al lui Stanik, muncitor și insurgent din Silezia
- 1982: Gry i zabawy − Edzio „Zadra”
- 1982: Latawiec − primarul Janik
- 1982: Młodzik
- 1982: Polonia Restituta − Maciej Rataj (ep. 7)
- 1982: Popielec − Hladik
- 1982: Przeklęta ziemia − tatăl lui Jan
- 1982: Zmartwychwstanie Jana Wióro − polițist
- 1982: Życie Kamila Kuranta − sanitar militar (ep. 4)
- 1983: Katastrofa w Gibraltarze − Tadeusz Klimecki
- 1983: Pastorale Heroica − pădurar șef
- 1983: Piętno − vorbitor la înmormântare
- 1983: Thais − călugărul Pameleon
- 1983: Wierna rzeka − Hubert Olbromski
- 1984: Godność − Stanisław Boroń
- 1984: Pan na Żuławach − Sawicki
- 1984: Romans z intruzem − maiorul Wilczyński
- 1985: Chrześniak − comandantul miliției (MO)
- 1985: Dłużnicy śmierci − Jeżewski, funcționar al Ministerului Securității Publice (MBP)
- 1985: Kwestia wyboru
- 1985: Okruchy wojny − plutonier
- 1985: Zamach stanu − Maciej Rataj
- 1986: Czas nadziei − Stanisław Boroń
- 1986: Kryptonim „Turyści” − Henryk Wdowiak
- 1986: Republika nadziei − Walerian Krogulecki
- 1986: Trenul de aur − colonelul Górski
- 1988: Generał Berling − generalul Vasili Gordov
- 1988: Penelopy − skipper în port
- 1988: Przeprawa − căpitanul „Bartek”, comandantul brigăzii Armia Ludowa
- 1988: Rzeczpospolitej dni pierwsze − Jędrzej Moraczewski
- 1989: Gdańsk 39 − muncitorul feroviar Józef Peterek
- 1990: Kaj' fodselsdag − Stasiek
- 1992: 1968. Szczęśliwego Nowego Roku − colonelul Świątek
- 1992: Kuchnia polska − colonelul Świątek (ep. 4)
- 1993: Przypadek Pekosińskiego − starețul
- 1993: Jest jak jest − Nogas, tatăl Teresei
- 1996: Wirus − noul director al Eurobank
- 1997–2000: Dom − tatăl Ewei (ep. 20 și 25)
- 2000: Sukces − Tadeusz Skarbek
- 2001–2002: Marzenia do spełnienia − Wincenty Bielorz
- 2001: Na dobre i na złe − Władysław, tatăl lui Józek (ep. 82)
- 2001: Wiedźmin − primarul din Blaviken
- 2002: Wiedźmin − primarul din Blaviken (ep. 10)
- 2003: Stara baśń: Kiedy słońce było bogiem − Duży
- 2004: Stara baśń − Duży
- 2004: Boża podszewka II − căruțașul (ep. 12)

## Dublaj de voce
- 1960-1966: Aventuri în epoca de piatră
- 1961: 101 dalmațieni - Căpitanul
- 1964: Winnetou în Valea Vulturului - Wokadeh
- 1969: Lupii albi
- 1969: Cum să scapi de un soț - Norman Sceace
- 1971: Regele Lear
- 1971: Elisabeta, regina Angliei - Savage
- 1971: Detectiv particular - William
- 1972: Pinocchio
- 1972: Agent nr 1 - marinar
- 1976-1978: The Scooby-Doo Show
- 1976: Om bogat, om sărac - Scott
- 1977: Lolek și Bolek în jurul lumii - Jimmy Pif-Paf / preotul bătrân
- 1980: Misiune - Adler, ofițer Abwehr (ep. 3-6)
- 1981: Ród Gąsieniców - lector
- 1984: Ceremonia funerară - profesorul Jan Nepomucen Tarnowski, tatăl lui Stefan și Jan
- 1985: Răpire - Președinte al Colegiului Căpitanului
- 1987-1990: Povești cu Mac-Mac - amiralul Gniewny de pe portavionul Donald (12, 28,40) / căutătorul Izvorului Tinereții (19) / sergentul Zucchini (35) / J. Gander Hoover, șeful KAW (41)
- 1990: Moomin
- 1990: Armelle - bărbat
- 1990: Salvatorii în Australia - McLeach
- 1991: Benjamin Blümchen - marinar / scafandru
- 1991-1992: Eerie, Indiana - Milkman
- 1994-1995: Sylvan - Cavalerul morții
- 1995: Noile aventuri ale lui Madeline
- 1996: Evadare
- 1996: Ekstradycja 2 - Elman, căpitanul navei
- 1997-1998: Zorro
- 1997: Prințesa Sissi - cancelarul Zottornik
- 1999: Căpitanul Fracasse
- 2002: Snow Dogs - James „Thunder Jack” Johnson

## Premii și distincții

### Decorații
- Crucea de Merit de aur (1970)[2]
- Medalia „A 30-a aniversare a Poloniei Populare” (1974)[2]
- Insigna „A 1000-a aniversare a statului polonez” (1966)[2]
- Insigna „Pentru servicii aduse Varșoviei” (1975)[2]

### Premii
- Premiul capitalei Varșovia (1970)[2][3]
- Premiul pentru cel mai bun actor la ediția a XXI-a a Festivalului Teatral de la Kalisz pentru rolurile Tatara și Onętka în piesa A deszcz wciąż pada de Józef Kuśmierek la Teatrul Nou din Varșovia (1981)[4]
- Premiul ziarului Trybuna Ludu pentru activitatea artistică susținută în domeniul teatrului și filmului și pentru activitatea socială (1984)[2][4]
- Premiul Comitetului Radiodifuziunii și Televiziunii Poloneze pentru activitatea remarcabilă ca actor în piesele radiofonice de la postul național de radio (1985)[2][4]
- Premiul Janusz Warnecki acordat de Uniunea Artiștilor Teatrali Polonezi la festivalul „Dwa Teatry” de la Sopot pentru rolul Boryna din spectacolul teatral radiofonic Chłopi na BIS (Polskie Radio Bis) pus în scenă de Teatrul Radiofonic Polonez (2001)[4]